# Shireen Abu Akleh
Shireen Abu Akleh (født 1971 i Østjerusalem, død 11. maj 2022) var en palæstinensisk-amerikansk journalist. Hun blev uddannet på Yarmouk Universitet (en) i Jordan og arbejdede fra 1997 og til sin død for Al-Jazeera. Hun dækkede primært konflikten mellem Israel og palæstinenserne, blandt andet fem krige i Gaza i perioden 2008-2021, hvilket gjorde hende kendt i hele den arabiske verden.

## Død
Hun blev skudt og dræbt 11. maj 2022, mens hun dækkede en israelsk razzia i Jenin på Vestbredden af en kugle, der ramte omkring det ene øre. Efter amerikansk pres erkendte Israel, at det muligvis var en israelsk soldat, der beskød hende, men at de ikke ville straffe den pågældende soldat, da de hævder, at det var fejl, og at der således ikke er mistanke om en kriminel handling. På den anden side ønsker det palæstinensiske selvstyre at indbringe sagen for Den internationale straffedomstol. Hendes arbejdsgiver meldte sagen til den internationale straffedomstol (ICC) 6. december samme år. Israel anerkender dog ikke domstolen.Ambulancen med hendes kiste blev fulgt af mindst 5000 mennesker.
Det palæstinensiske selvstyre agtede at give det dræbende projektil til amerikanerne, så de kunne undersøge drabet, der er blevet enstemmigt fordømt at FN's sikkerhedsråd.